# Lovozerské tundry
Lovozerské tundry (rusky Ловозерские тундры) je pohoří v Murmanské oblasti na poloostrově Kola v Rusku. Nachází se mezi jezery Umbozero (na západě) a Lovozero (na východě). Nejvyšší hora Angvundasčorr dosahuje nadmořské výšky 1120 m. Je složené s nefelitových syenitů. Vrcholy jsou ploché, bezlesé a kamenité. Svahy jsou prudké a v nižších partiích pokryté lesem (smrky, borovice).